# 敘利亞-瑪拉巴禮天主教墨爾本聖多默教區
敘利亞-瑪拉巴禮天主教墨爾本聖多默教區（拉丁語：Eparchia Sancti Thomae Apostoli Melburnensis Syrorum-Malabarensium）是東儀天主教敘利亞－瑪拉巴禮教會在澳大利亞的一個教區，直屬聖座。主教座在墨爾本，地理範圍包括澳洲全國。

## 历史
成立於2014年1月11日。

## 现况
現任教區正权主教為鮑思高·普圖爾。他也被任命為敘利亞-瑪拉巴禮紐西蘭宗座視察員（Apostolic Visitator）。